# Binasi
Binasi is een bestuurslaag in het regentschap Tapanuli Tengah van de provincie Noord-Sumatra, Indonesië. Binasi telt 1039 inwoners (volkstelling 2010).